# 굴 (동물행동학)

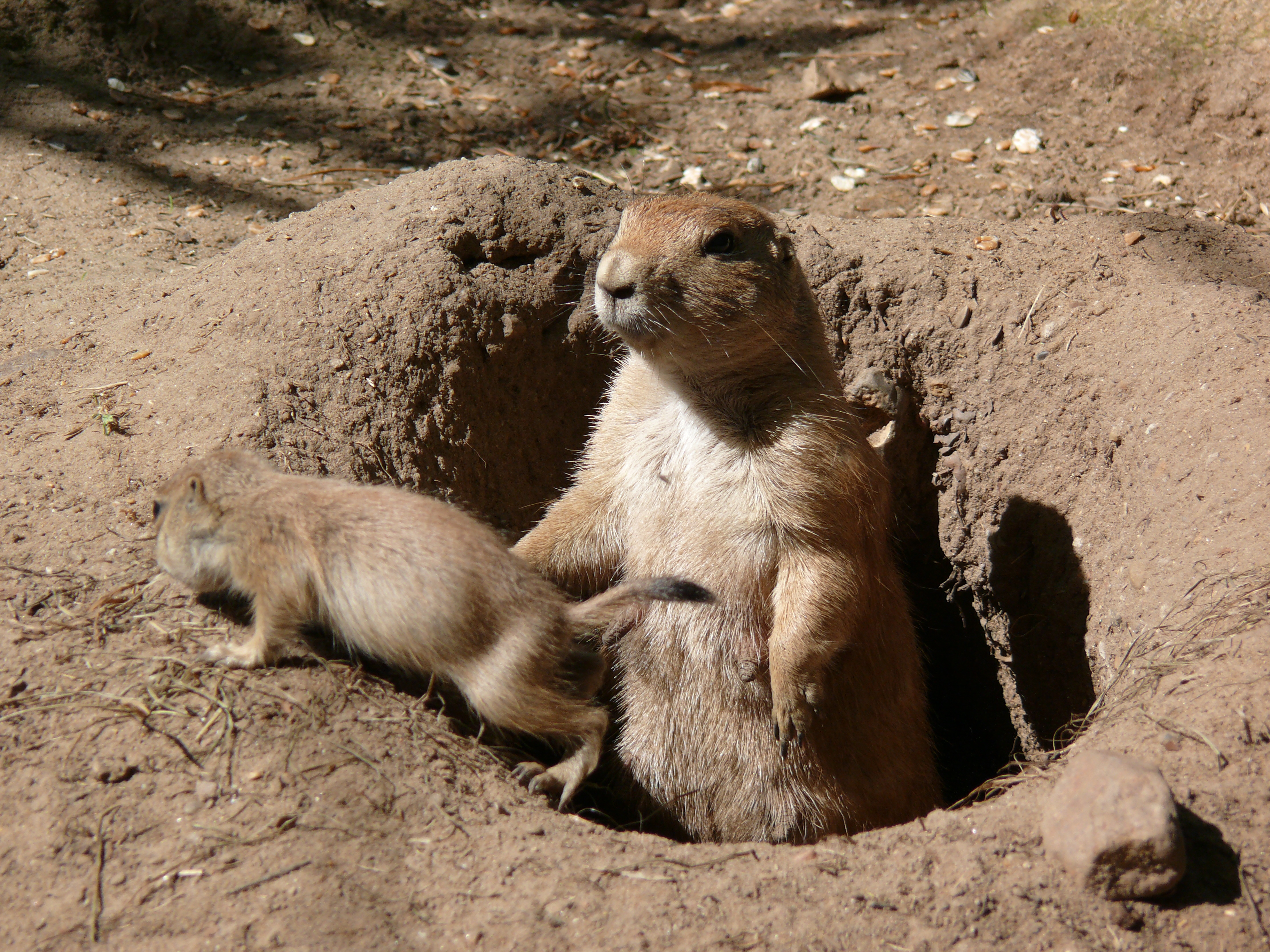
굴에서 나온 검은꼬리프레리도그

굴(窟)은 동물이 거주에 적합한 공간, 대피할 목적, 이동의 목적 등의 이유로 땅속에 만드는 구멍이나 터널이다. 굴은 포식자와 날씨로부터 대피 장소가 되기 때문에 땅에 굴을 파는 동물은 매우 많다. 또한 일반적으로 어떤 종류의 생흔화석으로 보존된다. 토끼나 여우같은 포유류가 산다.